# Музей Сеговии
Музей Сеговии (исп. Museo de Segovia) — историческо-художественный музей в городе Сеговия (Испания).

## Экспозиция
Музей имеет около 1500 археологических, этнологических и художественных экспонатов с территории Сеговии.
Археологические фрагменты охватывают палеолит, кельтыберийскую, римскую, вестготскую, исламскую эпохи и христианское время.
Коллекция скульптур, картин и других произведений искусства происходит от испанской конфискации 19 столетия.
Постоянная выставка организована в 7 комнатах на 4 этажах.
Заслуживает внимания коллекция кельтыберийского оружия бронзового и железного веков. В частности, уникальным экспонатом является железный меч с декоративным навершием рукоятки в виде антенн.
В музее также представлена коллекция скульптур та барельефов, посетители могут  ознакомиться с картинами художников кастильской и фламандской школ XV-XVI веков. Характерным примером является картина "Обращение Святого Павла" (исп. Conversión de San Pablo) художника Франциско Камило (исп. Francisco Camilo) (1610–1671). Картина описывает момент, когда апостол Святой Павел перешёл в христианство во время поездки в Дамаск, куда он был отправлен по приказу преследовать христиан этого города.

## Галерея
- Интерьер музея.
- Тематическая экспозиция бронзового века.
- Экспонаты железного века, римская эпоха.
- Кельтыберийский меч с рукояткой, навершие которой украшено так называемыми антеннами[2] (некрополь Ла Пикота в Сепульведи, Сеговия,. V-III ст. до н.э.).
- Франциско Камило, "Обращение Святого Павла".
- Хосе Мариа Авриал и Флорес (исп. José María Avrial y Flores), "Вид на Пласа-дель-Азогуэхо и Санта-Колумба", 1850.
- Скульптурная композиция.